# Badminton nos Jogos Europeus de 2015 - Duplas masculinas
O evento duplas masculinas do badminton nos Jogos Europeus de 2015 foi disputado na Arena de Baku, em Baku, no Azerbaijão. A prova foi realizada entre os dias 22 a 27 de junho de 2015.

## Calendário
Horário de verão do Azerbaijão (UTC+5).
| Data        | Horário | Fase             |
| ----------- | ------- | ---------------- |
| 22 de junho | 09:00   | Primeira rodada  |
| 23 de junho | 09:00   | Segunda rodada   |
| 24 de junho | 09:00   | Terceira rodada  |
| 25 de junho | 10:00   | Quartas de final |
| 26 de junho | 18:00   | Semifinal        |
| 27 de junho | 18:00   | Final            |

## Medalhistas
| Ouro   | DEN Mathias Boe e Carsten Mogensen                            |
| Prata  | RUS Vladimir Ivanov e Ivan Sozonov                            |
| Bronze | GER Raphael Beck e Andreas Heinz IRL Joshua Magee e Sam Magee |

## Cabeça-de-chave
Os cabeças-de-chaves para todos os eventos de badminton nos Jogos Europeus de 2015 foram anunciadas em 29 de maio.
| 1. DEN Mathias Boe e Carsten Mogensen 2. RUS Vladimir Ivanov e Ivan Sozonov | 1. GER Raphael Beck e Andreas Heinz 2. BEL Matijs Dierickx e Freek Golinski |

## Resultados
Os sorteios da fase de grupos foram realizados em 2 de junho.

### Fases de grupos
Grupo A
| Atleta                             | J | V | D | SG | SP | DS |
| ---------------------------------- | - | - | - | -- | -- | -- |
| DEN Mathias Boe / Carsten Mogensen | 3 | 3 | 0 | 6  | 0  | +6 |
| IRL Joshua Magee / Sam Magee       | 3 | 2 | 1 | 4  | 2  | +2 |
| CZE Pavel Florián / Ondřej Kopřiva | 3 | 1 | 2 | 2  | 4  | -2 |
| POR Angelo Silva / Ricardo Silva   | 3 | 0 | 3 | 0  | 6  | -6 |

Fonte: 
Grupo B
| Atleta                                      | J | V | D | SG | SP | DS |
| ------------------------------------------- | - | - | - | -- | -- | -- |
| RUS Vladimir Ivanov / Ivan Sozonov          | 3 | 3 | 0 | 6  | 0  | +6 |
| FRA Bastian Kersaudy / Gaetan Mittelheisser | 3 | 2 | 1 | 4  | 2  | +2 |
| TUR Emre Vural / Sinan Zorlu                | 3 | 1 | 2 | 2  | 4  | -2 |
| AZE Orkhan Qalandarov / Kanan Rzayev        | 3 | 0 | 3 | 0  | 6  | -6 |

Fonte:
Grupo C
| Atleta                                      | J | V | D | SG | SP | DS |
| ------------------------------------------- | - | - | - | -- | -- | -- |
| GER Raphael Beck / Andreas Heinz            | 3 | 3 | 0 | 6  | 1  | +5 |
| CRO Zvonimir Durkinjak / Zvonimir Hoelbling | 3 | 2 | 1 | 5  | 2  | +3 |
| ITA Giovanni Greco / Rosario Maddaloni      | 3 | 1 | 2 | 2  | 4  | -2 |
| LTU Povilas Bartušis / Alan Plavin          | 3 | 0 | 3 | 0  | 6  | -6 |

Fonte:
Grupo D
| Atleta                                 | J | V | D | SG | SP | DS |
| -------------------------------------- | - | - | - | -- | -- | -- |
| BEL Matijs Dierickx / Freek Golinski   | 3 | 3 | 0 | 6  | 1  | +5 |
| POL Miłosz Bochat / Paweł Pietryja     | 3 | 2 | 1 | 5  | 2  | +3 |
| UKR Gennadiy Natarov / Artem Pochtarev | 3 | 1 | 2 | 2  | 4  | -2 |
| BUL Lilian Mihaylov / Mihael Mihaylov  | 3 | 0 | 3 | 0  | 6  | -6 |

Fonte:

### Fase eliminatória
|  | Quartas de final | Quartas de final               | Quartas de final         | Quartas de final       | Quartas de final |                             |                      | Semifinal           | Semifinal | Semifinal | Semifinal | Semifinal |  |  | Final | Final                | Final | Final | Final |
|  |                  |                                |                          |                        |                  |                             |                      |                     |           |           |           |           |  |  |       |                      |       |       |       |
|  | A1               | DEN M Boe C Mogensen           | 21                       | 21                     |                  |                             |                      |                     |           |           |           |           |  |  |       |                      |       |       |       |
|  | B2               | FRA B Kersaudy G Mittelheisser | 16                       | 17                     |                  |                             |                      |                     |           |           |           |           |  |  |       |                      |       |       |       |
|  | B2               | FRA B Kersaudy G Mittelheisser | 16                       | 17                     |                  | A1                          | DEN M Boe C Mogensen | 21                  | 21        |           |           |           |  |  |       |                      |       |       |       |
|  |                  |                                |                          |                        |                  | A1                          | DEN M Boe C Mogensen | 21                  | 21        |           |           |           |  |  |       |                      |       |       |       |
|  |                  | C1                             | GER Raphael Beck A Heinz | 18                     | 17               |                             |                      |                     |           |           |           |           |  |  |       |                      |       |       |       |
|  | C1               | C1                             | GER Raphael Beck A Heinz | 18                     | 17               | GER R Beck A Heinz          | 21                   | 13                  | 21        |           |           |           |  |  |       |                      |       |       |       |
|  | C1               |                                |                          |                        |                  | GER R Beck A Heinz          | 21                   | 13                  | 21        |           |           |           |  |  |       |                      |       |       |       |
|  | D2               | POL M Bochat P Pietryja        | 18                       | 21                     | 12               |                             |                      |                     |           |           |           |           |  |  |       |                      |       |       |       |
|  |                  |                                |                          |                        |                  |                             |                      |                     |           |           |           |           |  |  | A1    | DEN M Boe C Mogensen | 21    | 21    |       |
|  |                  |                                | B1                       | RUS V Ivanov I Sozonov | 8                | 13                          |                      |                     |           |           |           |           |  |  |       |                      |       |       |       |
|  | A2               | IRL J Magee S Magee            | 23                       | 19                     | 21               |                             |                      |                     |           |           |           |           |  |  |       |                      |       |       |       |
|  | D1               | BEL M Dierickx F Golinski      | 21                       | 21                     | 15               |                             |                      |                     |           |           |           |           |  |  |       |                      |       |       |       |
|  | D1               | BEL M Dierickx F Golinski      | 21                       | 21                     | 15               |                             | A2                   | IRL J Magee S Magee | 5         | 9         |           |           |  |  |       |                      |       |       |       |
|  |                  |                                |                          |                        |                  |                             | A2                   | IRL J Magee S Magee | 5         | 9         |           |           |  |  |       |                      |       |       |       |
|  |                  | B1                             | RUS V Ivanov I Sozonov   | 21                     | 21               |                             |                      |                     |           |           |           |           |  |  |       |                      |       |       |       |
|  | C2               | B1                             | RUS V Ivanov I Sozonov   | 21                     | 21               | CRO Z Durkinjak Z Hoelbling | 12                   | 13                  |           |           |           |           |  |  |       |                      |       |       |       |
|  | C2               |                                |                          |                        |                  | CRO Z Durkinjak Z Hoelbling | 12                   | 13                  |           |           |           |           |  |  |       |                      |       |       |       |
|  | B1               | RUS V Ivanov I Sozonov         | 21                       | 21                     |                  |                             |                      |                     |           |           |           |           |  |  |       |                      |       |       |       |